# Lista Playmate din SUA
Lista Playmate este lista edițiilor originale a publicațiilor revistei playboy. 

## 1953–1955
| Luna / Anul | 1953           | 1954              | 1955             |
| Ianuarie    | -----          | Margie Harrison   | Bettie Page      |
| Februarie   | -----          | Margaret Scott    | Jayne Mansfield  |
| Martie      | -----          | Dolores Del Monte | -----            |
| Aprilie     | -----          | Marilyn Waltz     | Marilyn Waltz    |
| Mai         | -----          | Joanne Arnold     | Marguerite Empey |
| Iunie       | -----          | Margie Harrison   | Eve Mayer        |
| Iulie       | -----          | Neva Gilbert      | Janet Pilgrim    |
| August      | -----          | Arline Hunter     | Pat Lawler       |
| Septembrie  | -----          | Jackie Rainbow    | Anne Fleming     |
| Octombrie   | -----          | Madeline Castle   | Jean Moorehead   |
| Noiembrie   | -----          | Diane Hunter      | Barbara Cameron  |
| Decembrie   | Marilyn Monroe | Terry Ryan        | Janet Pilgrim    |

## 1956–1960
| Luna / Anul | 1956             | 1957               | 1958                      | 1959            | 1960           |
| Ianuarie    | Lynn Turner      | June Blair         | Elizabeth Ann Roberts     | Virginia Gordon | Stella Stevens |
| Februarie   | Marguerite Empey | Sally Todd         | Cheryl Kubert             | Eleanor Bradley | Susie Scott    |
| Martie      | Marian Stafford  | Sandra Edwards     | Zahra Norbo               | Audrey Daston   | Sally Sarell   |
| Aprilie     | Rusty Fisher     | Gloria Windsor     | Felicia Atkins            | Nancy Crawford  | Linda Gamble   |
| Mai         | Marion Scott     | Dawn Richard       | Lari Laine                | Cindy Fuller    | Ginger Young   |
| Iunie       | Gloria Walker    | Carrie Radison     | Judy Lee Tomerlin         | Marilyn Hanold  | Delores Wells  |
| Iulie       | Alice Denham     | Jean Jani          | Linne Nanette Ahlstrand   | Yvette Vickers  | Teddi Smith    |
| August      | Jonnie Nicely    | Delores Donlon     | Myrna Weber               | Clayre Peters   | Elaine Paul    |
| Septembrie  | Elsa Sorensen    | Jaquelyn Prescott  | Teri Hope                 | Marianne Gaba   | Ann Davis      |
| Octombrie   | Janet Pilgrim    | Colleen Farrington | Pat Sheehan & Mara Corday | Elaine Reynolds | Kathy Douglas  |
| Noiembrie   | Betty Blue       | Marlene Callahan   | Joan Staley               | Donna Lynn      | Joni Mattis    |
| Decembrie   | Lisa Winters     | Linda Vargas       | Joyce Nizzari             | Ellen Stratton  | Carol Eden     |

## 1961–1965
| Luna / Anul | 1961                | 1962               | 1963               | 1964                | 1965               |
| Ianuarie    | Connie Cooper       | Merle Pertile      | Judi Monterey      | Sharon Rogers       | Sally Duberson     |
| Februarie   | Barbara Ann Lawford | Kari Knudsen       | Toni Ann Thomas    | Nancy Jo Hooper     | Jessica St. George |
| Martie      | Tonya Crews         | Pamela Anne Gordon | Adrienne Moreau    | Nancy Scott         | Jennifer Jackson   |
| Aprilie     | Nancy Nielsen       | Roberta Lane       | Sandra Settani     | Ashlyn Martin       | Sue Williams       |
| Mai         | Susan Kelly         | Marya Carter       | Sharon Cintron     | Terri Kimball       | Maria McBane       |
| Iunie       | Heidi Becker        | Merissa Mathes     | Connie Mason       | Lori Winston        | Hedy Scott         |
| Iulie       | Sheralee Conners    | Unne Terjesen      | Carrie Enwright    | Melba Ogle          | Gay Collier        |
| August      | Karen Thompson      | Jan Roberts        | Phyllis Sherwood   | China Lee           | Lannie Balcom      |
| Septembrie  | Christa Speck       | Mickey Winters     | Victoria Valentino | Astrid Schulz       | Patti Reynolds     |
| Octombrie   | Jean Cannon         | Laura Young        | Christine Williams | Rosemarie Hillcrest | Allison Parks      |
| Noiembrie   | Dianne Danford      | Avis Kimble        | Terre Tucker       | Kai Brendlinger     | Pat Russo          |
| Decembrie   | Lynn Karrol         | June Cochran       | Donna Michelle     | Jo Collins          | Dinah Willis       |

## 1966–1970
| Luna / Anul | 1966             | 1967           | 1968              | 1969              | 1970                       |
| Ianuarie    | Judy Tyler       | Surrey Marshe  | Connie Kreski     | Leslie Bianchini  | Jill Taylor                |
| Februarie   | Melinda Windsor  | Kim Farber     | Nancy Harwood     | Lorrie Menconi    | Linda Forsythe             |
| Martie      | Priscilla Wright | Fran Gerard    | Michelle Hamilton | Kathy MacDonald   | Chris Koren                |
| Aprilie     | Karla Conway     | Gwen Wong      | Gaye Rennie       | Lorna Hopper      | Barbara Hillary            |
| Mai         | Dolly Read       | Anne Randall   | Elizabeth Jordan  | Sally Sheffield   | Jennifer Liano             |
| Iunie       | Kelly Burke      | Joey Gibson    | Britt Fredriksen  | Helena Antonaccio | Elaine Morton              |
| Iulie       | Tish Howard      | Heather Ryan   | Melodye Prentiss  | Nancy McNeil      | Carol Willis               |
| August      | Susan Denberg    | DeDe Lind      | Gale Olson        | Debbie Hooper     | Sharon Clark               |
| Septembrie  | Dianne Chandler  | Angela Dorian  | Dru Hart          | Shay Knuth        | Debbie Ellison             |
| Octombrie   | Linda Moon       | Reagan Wilson  | Majken Haugedal   | Jean Bell         | Mary & Madeleine Collinson |
| Noiembrie   | Lisa Baker       | Kaya Christian | Paige Young       | Claudia Jennings  | Avis Miller                |
| Decembrie   | Susan Bernard    | Lynn Winchell  | Cynthia Myers     | Gloria Root       | Carol Imhof                |

## 1971–1975
| Luna / Anul | 1971              | 1972            | 1973              | 1974            | 1975                |
| Ianuarie    | Liv Lindeland     | Marilyn Cole    | Miki Garcia       | Nancy Cameron   | Lynnda Kimball      |
| Februarie   | Willy Rey         | P.J. Lansing    | Cyndi Wood        | Francine Parks  | Laura Misch         |
| Martie      | Cynthia Hall      | Ellen Michaels  | Bonnie Large      | Pamela Zinszer  | Ingeborg Sorensen   |
| Aprilie     | Chris Cranston    | Vicki Peters    | Iuliee Woodson    | Marlene Morrow  | Victoria Cunningham |
| Mai         | Janice Pennington | Deanna Baker    | Anulka Dziubinska | Marilyn Lange   | Bridgett Rollins    |
| Iunie       | Lieko English     | Debbie Davis    | Ruthy Ross        | Sandy Johnson   | Azizi Johari        |
| Iulie       | Heather Van Every | Carol O'Neal    | Martha Smith      | Carol Vitale    | Lynn Schiller       |
| August      | Cathy Rowland     | Linda Summers   | Phyllis Coleman   | Jean Manson     | Lillian Muller      |
| Septembrie  | Crystal Smith     | Susan Miller    | Geri Glass        | Kristine Hanson | Mesina Miller       |
| Octombrie   | Claire Rambeau    | Sharon Johansen | Valerie Lane      | Ester Cordet    | Jill de Vries       |
| Noiembrie   | Danielle de Vabre | Lenna Sjooblom  | Monica Tidwell    | Bebe Buell      | Janet Lupo          |
| Decembrie   | Karen Christy     | Mercy Rooney    | Christine Maddox  | Janice Raymond  | Nanci Li Brandi     |

## 1976–1980
| Luna / Anul | 1976             | 1977             | 1978               | 1979               | 1980             |
| Ianuarie    | Daina House      | Susan Lynn Kiger | Debra Jensen       | Candy Loving       | Gig Gangel       |
| Februarie   | Laura Lyons      | Star Stowe       | Janis Schmitt      | Lee Ann Michelle   | Sandra Cagle     |
| Martie      | Ann Pennington   | Nicki Thomas     | Christina Smith    | Denise McConnell   | Henriette Allais |
| Aprilie     | Denise Michele   | Lisa Sohm        | Pamela Jean Bryant | Missy Cleveland    | Liz Glazowski    |
| Mai         | Patricia McClain | Sheila Mullen    | Kathryn Morrison   | Michele Drake      | Martha Thomsen   |
| Iunie       | Debra Peterson   | Virve Reid       | Gail Stanton       | Louann Fernald     | Ola Ray          |
| Iulie       | Deborah Borkman  | Sondra Theodore  | Karen Morton       | Dorothy Mays       | Teri Peterson    |
| August      | Linda Beatty     | Iuliea Lyndon    | Vicki Witt         | Dorothy Stratten   | Victoria Cooke   |
| Septembrie  | Whitney Kaine    | Debra Jo Fondren | Rosanne Katon      | Vicki McCarty      | Lisa Welch       |
| Octombrie   | Hope Olson       | Kristine Winder  | Marcy Hanson       | Ursula Buchfellner | Mardi Jacquet    |
| Noiembrie   | Patti McGuire    | Rita Lee         | Monique St. Pierre | Sylvie Garant      | Jeana Tomasino   |
| Decembrie   | Karen Hafter     | Ashley Cox       | Janet Quist        | Candace Collins    | Terri Welles     |

## 1981–1985
| Luna / Anul | 1981                | 1982              | 1983               | 1984                 | 1985               |
| Ianuarie    | Karen Price         | Kimberly McArthur | Lonny Chin         | Penny Baker          |                    |
| Februarie   | Vicki Lynn Lasseter | Anne-Marie Fox    | Melinda Mays       | Justine Greiner      | Cherie Witter      |
| Martie      | Kymberly Herrin     | Karen Witter      | Alana Soares       | Dona Speir           | Donna Smith        |
| Aprilie     | Lorraine Michaels   | Linda Rhys Vaughn | Christina Ferguson | Lesa Ann Pedriana    | Cindy Brooks       |
| Mai         | Gina Goldberg       | Kym Malin         | Susie Scott        | Patty Duffek         | Kathy Shower       |
| Iunie       | Cathy Larmouth      | Lourdes Estores   | Jolanda Egger      | Tricia Lange         | Devin DeVasquez    |
| Iulie       | Heidi Sorenson      | Lynda Wiesmeier   | Ruth Guerri        | Liz Stewart          | Hope Marie Carlton |
| August      | Debbie Boostrom     | Cathy St. George  | Carina Persson     | Suzi Schott          | Cher Butler        |
| Septembrie  | Susan Smith         | Connie Brighton   | Barbara Edwards    | Kimberly Evenson     | Venice Kong        |
| Octombrie   | Kelly Tough         | Marianne Gravatte | Tracy Vaccaro      | Debi Nicolle Johnson | Cynthia Brimhall   |
| Noiembrie   | Shannon Tweed       | Marlene Janssen   | Veronica Gamba     | Roberta Vasquez      | Pamela Saunders    |
| Decembrie   | Patricia Farinelli  | Charlotte Kemp    | Terry Nihen        | Karen Velez          | Carol Ficatier     |

## 1986–1990
| Luna / Anul | 1986               | 1987            | 1988                         | 1989                            | 1990              |
| Ianuarie    | Sherry Arnett      | Luann Lee       | Kimberley Conrad             | Fawna MacLaren                  | Peggy McIntaggart |
| Februarie   | Iuliee McCullough  | Iuliee Peterson | Kari Kennell                 | Simone Eden                     | Pamela Anderson   |
| Martie      | Kim Morris         | Marina Baker    | Susie Owens                  | Laurie Wood                     | Deborah Driggs    |
| Aprilie     | Teri Weigel        | Anna Clark      | Eloise Broady                | Jennifer Jackson                | Lisa Matthews     |
| Mai         | Christine Richters | Kymberly Paige  | Diana Lee                    | Monique Noel                    | Tina Bockrath     |
| Iunie       | Rebecca Ferratti   | Sandy Greenberg | Emily Arth                   | Tawnni Cable                    | Bonnie Marino     |
| Iulie       | Lynne Austin       | Carmen Berg     | Terri Lynn Doss              | Erika Eleniak                   | Jacqueline Sheen  |
| August      | Ava Fabian         | Sharry Konopski | Helle Michaelsen             | Gianna Amore                    | Melissa Evridge   |
| Septembrie  | Rebekka Armstrong  | Gwen Hajek      | Laura Richmond               | Karin & Mirjam Van Breeschooten | Kerri Kendall     |
| Octombrie   | Katherine Hushaw   | Brandi Brandt   | Shannon Long                 | Karen Foster                    | Brittany York     |
| Noiembrie   | Donna Edmondson    | Pamela Stein    | Pia Reyes                    | Renee Tenison                   | Lorraine Olivia   |
| Decembrie   | Laurie Carr        | India Allen     | Kata Kärkkäinen (Karkkainen) | Petra Verkaik                   | Morgan Fox        |

## 1991–1995
| Luna / Anul | 1991               | 1992              | 1993              | 1994                | 1995                |
| Ianuarie    | Stacy Arthur       | Suzi Simpson      | Echo Johnson      | Anna-Marie Goddard  | Melissa Holliday    |
| Februarie   | Cristy Thom        | Tanya Beyer       | Jennifer LeRoy    | Iuliee Lynn Cialini | Lisa Marie Scott    |
| Martie      | Iuliee Clarke      | Tylyn John        | Kimberly Donley   | Neriah Davis        | Stacy Sanches       |
| Aprilie     | Christina Leardini | Cady Cantrell     | Nicole Wood       | Becky DelosSantos   | Danelle Folta       |
| Mai         | Carrie Jean Yazel  | Anna Nicole Smith | Elke Jeinsen      | Shae Marks          | Cynthia Brown       |
| Iunie       | Saskia Linssen     | Angela Melini     | Alesha Oreskovich | Elan Carter         | Rhonda Adams        |
| Iulie       | Wendy Kaye         | Amanda Hope       | Leisa Sheridan    | Traci Adell         | Heidi Mark          |
| August      | Corinna Harney     | Ashley Allen      | Jennifer Lavoie   | Maria Checa         | Rachel Jean Marteen |
| Septembrie  | Samantha Dorman    | Morena Corwin     | Carrie Westcott   | Kelly Gallagher     | Donna D’Errico      |
| Octombrie   | Cheryl Bachman     | Tiffany Sloan     | Jenny McCarthy    | Victoria Zdrok      | Alicia Rickter      |
| Noiembrie   | Tonja Christensen  | Stephanie Adams   | Iulieanna Young   | Donna Perry         | Holly Witt          |
| Decembrie   | Wendy Hamilton     | Barbara Moore     | Arlene Baxter     | Elisa Bridges       | Samantha Torres     |

## 1996–2000
| Luna / Anul | 1996                 | 1997                 | 1998              | 1999                       | 2000                       |
| Ianuarie    | Victoria Fuller      | Jami Ferrell         | Heather Kozar     | Jaime Bergman              | Carol und Darlene Bernaola |
| Februarie   | Kona Carmack         | Kimber West          | Iuliea Schultz    | Stacy Marie Fuson          | Suzanne Stokes             |
| Martie      | Priscilla Lee Taylor | Jennifer Miriam      | Marliece Andrada  | Alexandria (Lexie) Karlsen | Nicole Marie Lenz          |
| Aprilie     | Gillian Bonner       | Kelly Monaco         | Holly Joan Hart   | Natalia Sokolova           | Brande Roderick            |
| Mai         | Shauna Sand          | Lynn Thomas          | Deanna Brooks     | Tishara Lee Cousino        | Brooke Berry               |
| Iunie       | Karin Taylor         | Carrie Stevens       | Maria Luisa Gil   | Kimberly Spicer            | Shannon Stewart            |
| Iulie       | Angel Boris          | Daphnee Lynn Duplaix | Lisa Dergan       | Jennifer Rovero            | Neferteri Shepherd         |
| August      | Jessica Lee          | Kalin Olson          | Angela Little     | Rebecca Scott              | Summer Altice              |
| Septembrie  | Jennifer Allan       | Nikki Schieler       | Vanessa Gleason   | Kristi Cline               | Kerissa Fare               |
| Octombrie   | Nadine Chanz         | Layla Roberts        | Laura Cover       | Jodi Ann Paterson          | Nichole Van Croft          |
| Noiembrie   | Ulrika Ericsson      | Inga Drozdova        | Tiffany Taylor    | Cara Wakelin               | Buffy Tyler                |
| Decembrie   | Victoria Silvstedt   | Karen McDougal       | The Dahm Triplets | Brooke Richards            | Cara Michelle              |

## 2001–2005
| Luna / Anul | 2001                 | 2002               | 2003              | 2004              | 2005                   |
| Ianuarie    | Irina Voronina       | Nicole Narain      | Rebecca Ramos     | Colleen Shannon   | Destiny Davis          |
| Februarie   | Lauren Michelle Hill | Anka Romensky      | Charis Boyle      | Aliya Wolf        | Amber Campisi          |
| Martie      | Miriam Gonzalez      | Tina Marie Jordan  | Pennelope Jimenez | Sandra Hubby      | Jillian Grace          |
| Aprilie     | Katie Lohmann        | Heather Carolin    | Carmella DeCesare | Krista Kelly      | Courtney Rachel Culkin |
| Mai         | Crista Nicole        | Christi Shake      | Laurie Fetter     | Nicole Whitehead  | Jamie Westenhiser      |
| Iunie       | Heather Spytek       | Michele Rogers     | Tailor James      | Hiromi Oshima     | Kara Monaco            |
| Iulie       | Kimberley Stanfield  | Lauren Anderson    | Marketa Janska    | Stephanie Glasson | Qiana Chase            |
| August      | Jennifer Walcott     | Christina Santiago | Colleen Marie     | Pilar Lastra      | Tamara Witmer          |
| Septembrie  | Dalene Kurtis        | Shallan Meiers     | Luci Victoria     | Scarlett Keegan   | Vanessa Hoelsher       |
| Octombrie   | Stephanie Heinrich   | Teri Harrison      | Audra Lynn        | Kimberly Holland  | Amanda Paige           |
| Noiembrie   | Lindsey Vuolo        | Serria Tawan       | Divini Rae        | Cara Zavaleta     | Raquel Gibson          |
| Decembrie   | Shanna Moakler       | Lani Todd          | The Teles Twins   | Tiffany Fallon    | Christine Smith        |

## 2006–2010
| Luna / Anul | 2006                | 2007               | 2008                             | 2009                            | 2010                   |
| Ianuarie    | Athena Lundberg     | Jayde Nicole       | Sandra Nilsson                   | Dasha Astafieva                 | Jaime Faith Edmondson  |
| Februarie   | Cassandra Lynn      | Heather Rene Smith | Michelle McLaughlin              | Jessica Burciaga                | Heather Rae Young      |
| Martie      | Monica Leigh        | Tyran Richard      | Ida Ljungqvist                   | Jennifer Pershing               | Kyra Milan             |
| Aprilie     | Holley Ann Dorrough | Giuliana Marino    | Regina Deutinger                 | Hope Dworaczyk                  | Amy Leigh Andrews      |
| Mai         | Alison Waite        | Shannon James      | AJ Alexander                     | Crystal McCahill                | Kassie Lyn Logsdon     |
| Iunie       | Stephanie Larimore  | Brittany Binger    | Iulieette Fretté                 | Candice Cassidy                 | Katie Vernola          |
| Iulie       | Sara Jean Underwood | Tiffany Selby      | Laura Croft                      | Karissa Shannon                 | Shanna McLaughlin      |
| August      | Nicole Voss         | Tamara Sky         | Kayla Collins                    | Kristina Shannon                | Angela Francesca Frigo |
| Septembrie  | Janine Habeck       | Patrice Hollis     | Valerie Mason                    | Kimberly Phillips               |                        |
| Octombrie   | Jordan Monroe       | Spencer Scott      | Kelly Carrington                 | Lindsey Gayle                   |                        |
| Noiembrie   | Sarah Elizabeth     | Lindsay Wagner     | Grace Kim                        | Marge Simpson / Kelley Thompson |                        |
| Decembrie   | Kia Drayton         | Sasckya Porto      | Jennifer und Natalie Jo Campbell | Crystal Harris                  |                        |